# ヴァルター・ジモンス
ヴァルター・ジモンス（Walter Simons、1861年9月24日 - 1937年7月14日）は、ドイツの裁判官、政治家。
ヴァイマル共和政期にライヒ裁判所長官を務め、在任中に大統領代行に就任した。

## 生涯

### 青年期
1861年にライン州エルバーフェルトで、ユグノー教徒のルイ・ジモンスと妻ヘレーネ・ジモンスの息子として生まれる。父ルイはシルク製造工場の経営者フリードリヒ・ヴィルヘルム・ジモンス＝ケーラーの孫で、大叔父にはプロイセン王国司法大臣ルートヴィヒ・ジモンスがいる。母ヘレーネはゾーリンゲン長官ゴットリープ・キルマンの孫娘で、甥には建築家のヴァルター・キルマンがいる。
エルバーフェルトのギムナジウムを卒業したジモンスは、1879年にアビトゥーアに合格する。その後はシュトラースブルク大学、ライプツィヒ大学、ボン大学で法学・経済学・歴史学を学び、法学者ルドルフ・ゾームから多大な影響を受ける。1882年に司法試験に合格し、ドイツ帝国陸軍に徴兵される。兵役終了後の1888年にボンとゾーリンゲンで判事補佐を務め、1890年にエルナ・リューレと結婚し、3男4女をもうけた。

### 法律家
1893年にフェルバートで裁判官を務め、1897年から1905年にかけてマイニンゲンの地方裁判所判事を務めた。1905年にキールの高等裁判所判事となるが、間もなくベルリンの帝国司法院に異動となった。1907年に国際法担当の枢密顧問官に任命され、国際会議にドイツ代表として何度か出席する。
1911年には法務顧問として外務省に出向し、1918年のブレスト＝リトフスク条約の締結交渉に参加した後、10月15日に帝国宰相マクシミリアン・フォン・バーデンの法務顧問（国際法担当）に任命される。連合国との講和交渉が開始されると、ジモンスはマクシミリアンの側近として、ビスマルク憲法を改正して帝国議会の権限強化を図ると同時に、皇帝ヴィルヘルム2世の退位に賛同して内務省と新憲法制定について協議した。
ドイツ革命が発生した11月には外務省法務部長に任命され、1919年の際にはドイツ代表団の一員として、外務大臣ウルリヒ・フォン・ブロックドルフ＝ランツァウに随行してヴェルサイユ条約交渉に参加した。しかし、ジモンスは条約調印に反対して辞任し、ドイツ産業連盟理事に就任した。1920年には、1903年から1907年にかけて役員を務めていた国家主義組織・汎ドイツ同盟から脱退した。

### 外務大臣
1920年6月25日にコンスタンティン・フェーレンバッハ内閣に外務大臣として入閣し、ドイツ代表としてスパ会議、ロンドン会議に参加した。1922年1月から5月にかけて、上シレジア地方の住民投票についてポーランド第二共和国と交渉した。また、同年にハンス・フォン・ゼークト、ヴィルヘルム・ゾルフと共同で政治クラブSeSiSoクラブを創設し、ベルリンのホテル・カイザーホーフを拠点にリベラル教育を受けた中産階級向けのサロンを開催した。SeSiSoクラブは1930年代に解散するが、会員の多くはゾルフ・サークルを形成して反ナチ運動に参加した。また、1920年代には大モルトケを輩出したモルトケ家の資産管理団体委員長を務めた。

### ライヒ裁判所長官

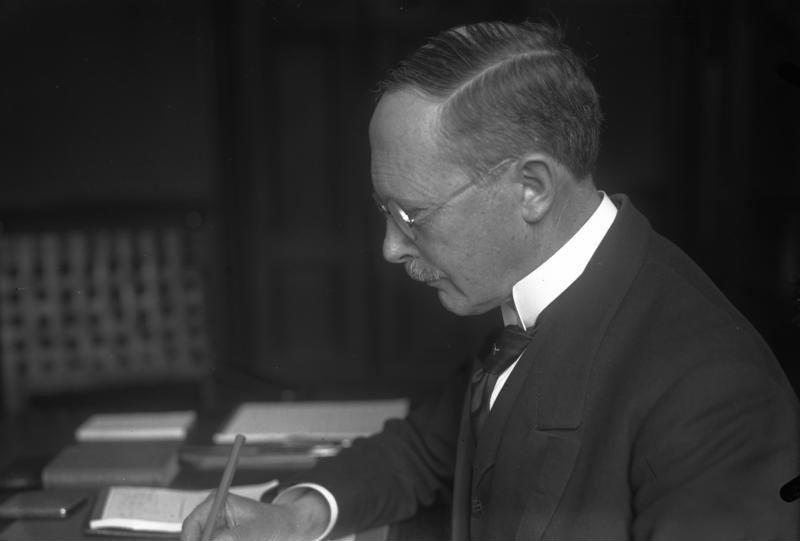
大統領代行ジモンス

1922年10月16日、ジモンスは最高裁判所であるライヒ裁判所長官に任命された。在任中の1925年2月28日に大統領フリードリヒ・エーベルトが死去し、3月12日にはヴァイマル憲法第51条の規定により大統領代行に就任した。同月29日に実施された大統領選挙では過半数を獲得した候補者がいなかったため、第2回投票の際にはジモンスが大統領候補に浮上したが、彼は立候補を拒否している。5月12日に第2回投票で当選したパウル・フォン・ヒンデンブルクが大統領に就任したため、大統領代行の職務を離れた。
1926年にはライプツィヒ大学の国際法名誉教授となり、同年にドイツ国際法協会会長に就任した。11月には「ドイツ司法の危機」と題した声明を発表し、右派勢力を抑圧するドイツ社会民主党とドイツ民主党を「ドイツ国家の信頼性の危機」と批判した。また、フーゴ・ジンツハイマー、ロベルト・ケンプナー、フリッツ・バウアー、エルンスト・フレンケルなど共和国裁判官協会に所属する裁判官が社会民主党員として階級闘争優先の判決を出していることを批判した。ジモンスの批判に対し、司法大臣グスタフ・ラートブルフは「下からの社会民主主義的階級闘争よりも有害な、上からの階級闘争」と述べている。このため、ジモンスは左派勢力の反感を買い、社会民主党支持者から襲撃された。
1928年にドイツ国営鉄道の取締役員任命を巡りヒンデンブルク、首相ヘルマン・ミュラーと対立した。また、政府による司法の干渉に反発し、翌1929年にライヒ裁判所長官を辞任した。

### 晩年

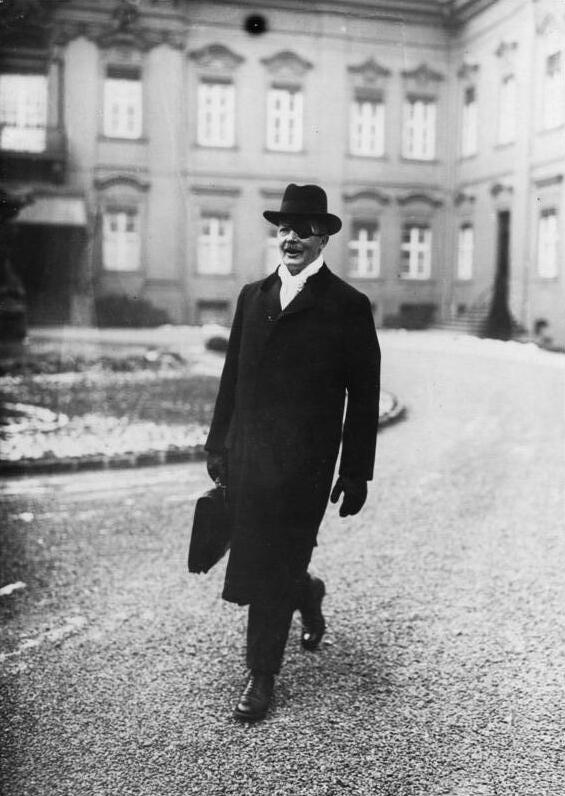
ライヒ裁判所長官ジモンス

ジモンスはルーテル教会での活動を通して福音主義協議会議長（1925年-1936年）や福音教会委員長（1930年）などを歴任し、ルーテル派に強い影響力を持っていた。また、1920年にはベルリン政治大学を創設し、1929年から1930年にかけてライプチヒ大学の国内法・国際法教授を務めた。1930年にはヨハン・ゼバスティアン・バッハを顕彰するノイエ・バッハ協会会長に就任した。
1933年にナチ党の権力掌握が行われて以降はノイエ・バッハ協会とルーテル教会の活動を通して政治にアプローチし、1935年にはバッハ生誕250周年の記念声明の中で、ナチ党やアビシニア危機に直面するファシスト党、ファランヘ党に対して外交政策の支援を述べている。
1937年7月14日にポツダムで死去し、遺体はヴィルマースドルファー・ヴァルトフリートホーフ・シュターンスドルフに埋葬された。息子には政治学者のハンス・ジモンスがおり、娘の一人はナチス・ドイツで憲法学の指導者となったエルンスト・ルドルフ・フーバーと結婚し、孫には神学者のヴォルフガング・フーバーがいる。